# 17139 Malyshev
17139 Malyshev è un asteroide della fascia principale. Scoperto nel 1999, presenta un'orbita caratterizzata da un semiasse maggiore pari a 2,3677628 au e da un'eccentricità di 0,1280597, inclinata di 6,59370° rispetto all'eclittica.
L'asteroide è dedicato allo studente russo Denis Alexandrovich Malyshev.